# Silchar

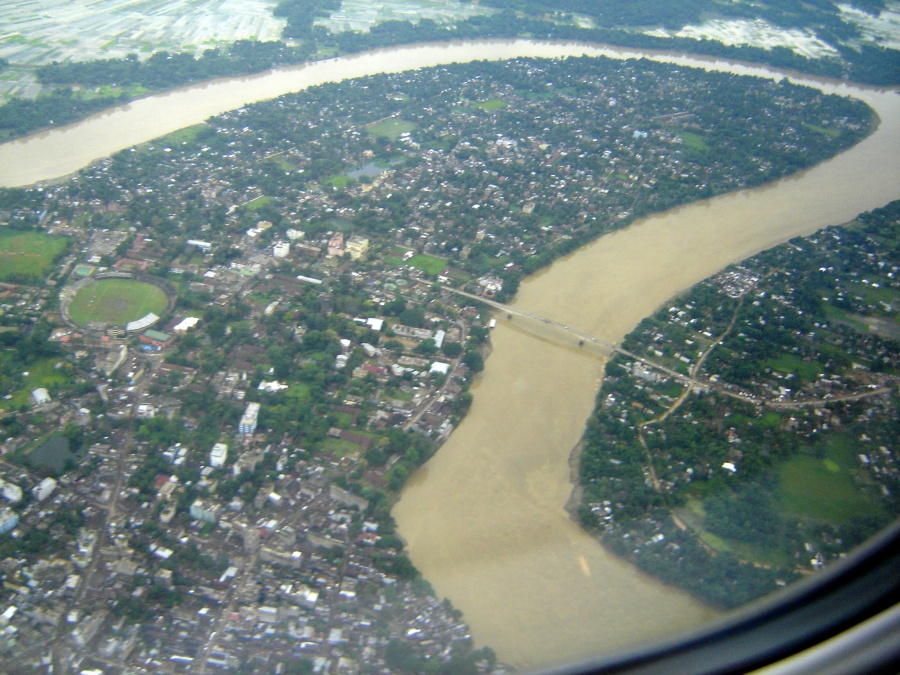
Vy över Silchar och Barakfloden från flygplan.

Silchar är en stad vid Barakfloden i östra Indien och är den näst största staden i delstaten Assam. Den är centralort i distriktet Cachar. Folkmängden uppgick till 172 830 invånare vid folkräkningen 2011, med förorter 229 136 invånare.